# Fernando Lugo
Fernando Armindo Lugo Mendes (San Solano, 30. svibnja 1951.) je paragvajski političar i biskup Rimokatoličke Crkve.
Rodio se u selu San Solano 1951. godine. Zaređen je za svećenika 15. kolovoza 1977. godine. Pet godina radio je kao misionar u Ekvadoru. Tamo se upoznao s teologijom oslobođenja. Kada se vratio u Paragvaj, državne vlasti tražile su od Crkve, da ga prognaju iz Paragvaja. Poslan je na dodatni studij u Rim. U međuvremenu se promijenila vlast pa se vratio u domovinu. Zaređen je za biskupa 17. travnja 1994. godine. Imao je nadimak "biskup siromašnih".
Godine 2005., odlučio je prestati biti svećenikom, kako bi se bavio politikom, najviše zbog bolje preraspodjele zemljišta, kako bi siromašni dobili svoj dio i smanjenja korupcije. Vatikan mu to dugo vremena nije dopuštao. Poslije pobjede na predsjedničkim izborima u travnju 2008. godine, postao je predsjednikom Paragvaja. Kao predsjednik trudio se pomagati siromašnima, poticao je gradnju jeftinih stanova, besplatno liječenje za siromašne i socijalnu pomoć. Parlament Paragvaja ga je 21. lipnja 2012. prisilio na ostavku, što je većina latinomeričkih vlada proglasila nezakonitim činom i vojnim udarom, ali nije pomoglo i napustio je vlast.